# Illusione di Ponzo

Un classico esempio di illusione di Ponzo. Le due linee prospettiche nello sfondo (il binario) danno all'immagine una percezione di profondità attraverso una rappresentazione prospettica; in questo caso la linea gialla superiore sembra più lunga di quella inferiore (anche se in realtà hanno la stessa lunghezza); difatti, in accordo con la prospettiva dell'immagine, gli oggetti posizionati più in alto nell'immagine sono percepiti non solo più distanti, ma anche più grandi di quanto in realtà lo siano; per apparire della stessa lunghezza di quella inferiore, la linea gialla superiore dovrebbe essere di fatto opportunamente più corta (come per esempio le traverse dei binari che seguendo verso l'alto si fanno di dimensione più corta, dando l'illusione che le rotaie siano sempre equidistanti).

L'illusione di Ponzo è un'illusione ottica dove, per un'errata percezione del cervello, lo spettatore riconosce delle figure di dimensione diversa di quanto lo siano in realtà dipendentemente da ciò che sia rappresentato nello sfondo. Ciò è dovuto alla percezione prospettica che si ha di un'immagine, in particolare di quella che fa da sfondo.

## Storia
Questa illusione fu descritta per la prima volta dallo psicologo italiano Mario Ponzo nel 1911.